# Ghiacciaio Finsterwalder
Il ghiacciaio Finsterwalder (in inglese Finsterwalder Glacier) è un ghiacciaio lungo circa 17 km e largo 3,5, situato sulla costa di Loubet, nella parte occidentale della Terra di Graham, in Antartide. Il ghiacciaio, il cui punto più alto si trova 899 m s.l.m., fluisce verso sud-ovest dal versante nord-occidentale dell'altopiano Emimonto fino ad unire il proprio flusso a quello del ghiacciaio Sharp, che poi fluisce fino a entrare nel fiordo di Lallemand.

## Storia
Il ghiacciaio Finsterwalder è stato mappato dal British Antarctic Survey, che all'epoca si chiamava ancora Falkland Islands and Dependencies Survey, che lo avvistò la prima volta dalla sommità dell'altopiano, nel 1946-7 ed è stato così battezzato in onore di Sebastian Finsterwalder e di suo figlio Richard, due glaciologi tedeschi.